# Rhizoctone brun
Rhizoctonia solani
Espèce
Le rhizoctone brun, appelé aussi « rhizoctone noir », « variole des tubercules » ou « maladie des manchettes », est une maladie cryptogamique qui affecte notamment diverses plantes cultivées dont la betterave, la pomme de terre, ainsi que carotte, chicorée, laitue, endive… et qui est causée par un champignon basidiomycète, Rhizoctonia solani Kühn.

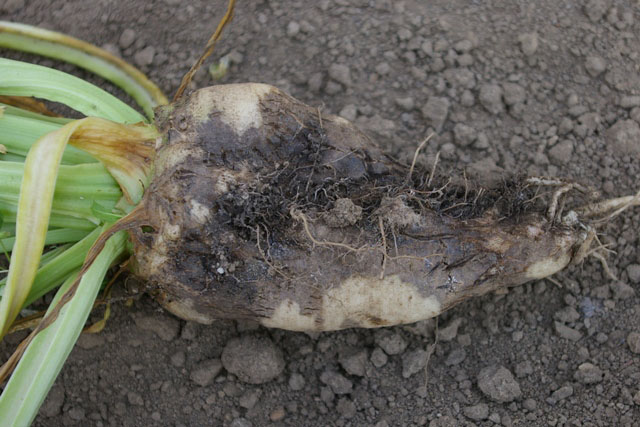
Betterave à sucre atteinte.

Ce champignon à distribution cosmopolite, dont la téléomorphe est Thanatephorus cucumeris, a une vaste gamme de plantes-hôtes. Il est l'une des causes de la fonte des semis.
Sur les cultures de la pomme de terre, les dommages se caractérisent par des manques à la levée, un retard de tubérisation, des baisses de rendement et une dépréciation de la valeur de la récolte en cas de forte présence de sclérotes sur les tubercules.

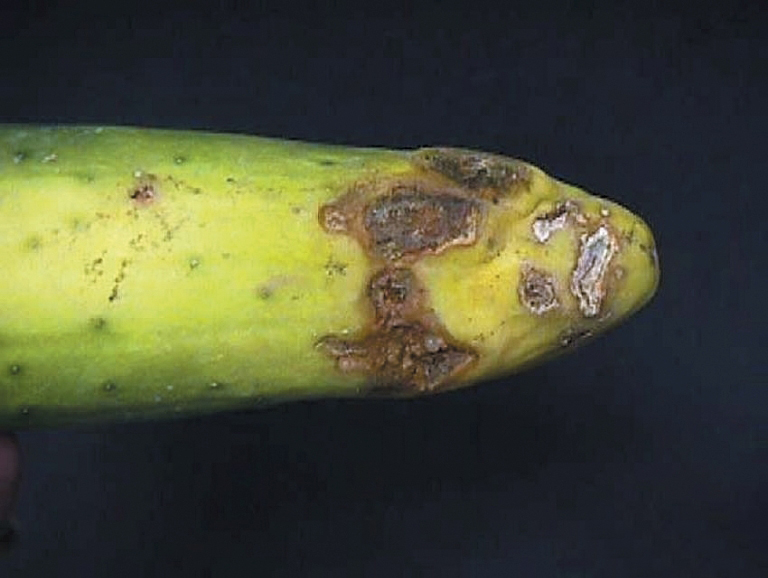
Concombre atteint.